# Edificio Siglo XXI
Siglo XXI es un edificio de departamentos de 8 pisos de altura. Se encuentra en el Barrio Centro, sector Cívico y presenta una forma distintiva en el panorama urbano de la ciudad de Comodoro Rivadavia (provincia del Chubut). Está ubicado al frente de la costa comodorense a metros e la Ruta nacional 3.

## Generalidades
Es el primero de un complejo de 5 torres de departamentos. Está compuesto por departamentos de 1 y 2 dormitorios con cocheras y bauleras individuales, pisos de madera y porcelanato. Posee también carpintería de aluminio con DVH y puente térmico, calefacción individual por caldera.
El 3 de enero de 2013 el edificio mostró su vulnerabilidad en materia de seguridad cuando ladrones robaron en diez departamentos de los pisos primero y segundo. Desvalijaron las viviendas sustrayendo electrodomésticos, dinero y pertenencias personas. Los mal vivientes se llevaron hasta la alfombra de una de las viviendas. El problema fue causado por la ausencia de cámaras de seguridad y puertas de maderas frágiles antes las patadas que las vulneraron.
Con este hecho la modernidad que aduce el edificio fue fuertemente menoscabada.

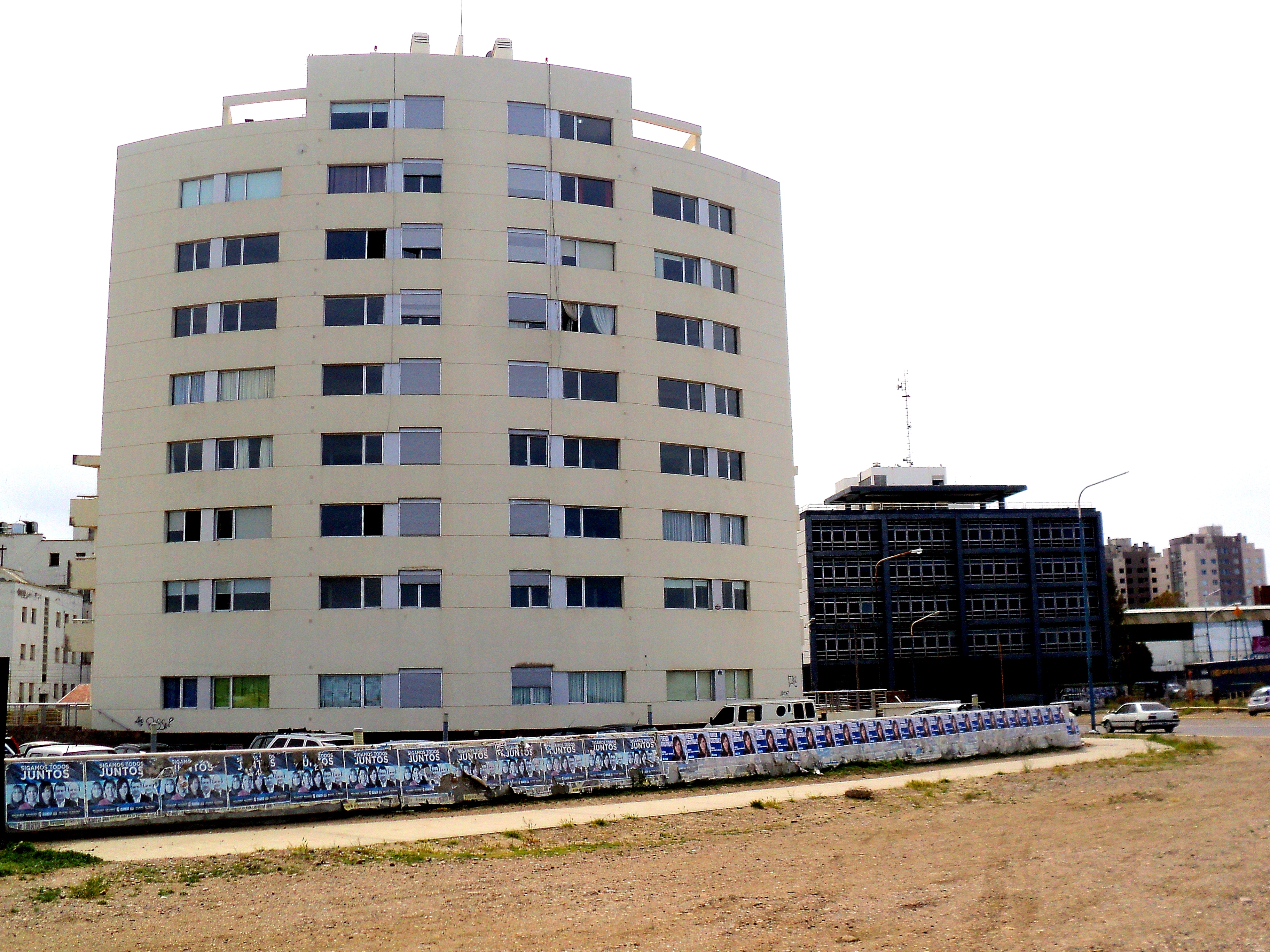
Vista de la torre Siglo 21 desde la ruta 3

## Galería

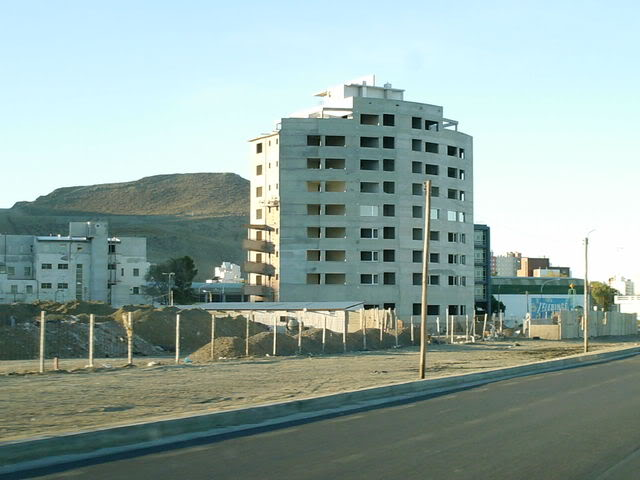
Su construcción en 2008 con el Cerro Chenque y Hospital Regional de fondo.
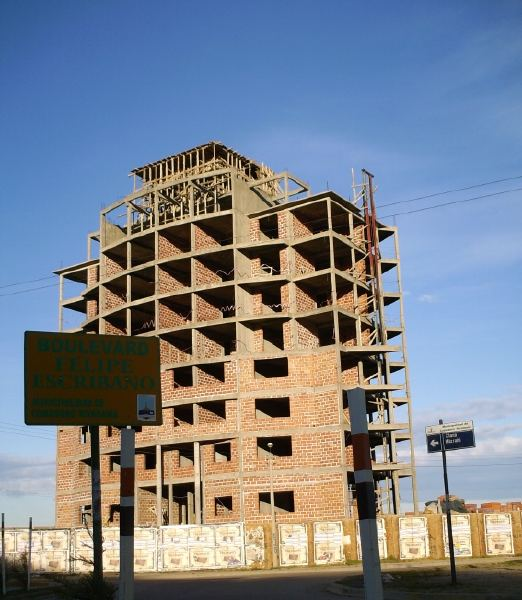
El edificio hecho de ladrillos en su construcción .
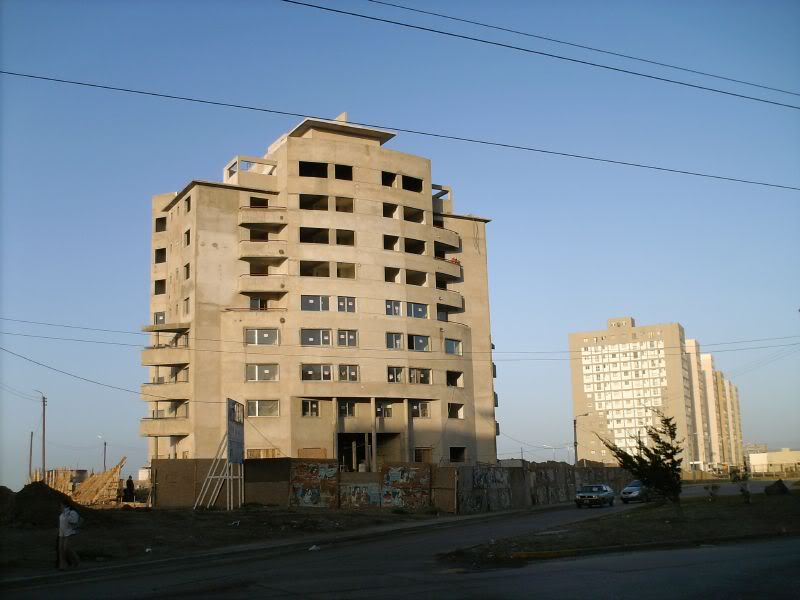
Complejo Las Torres de fondo en cercanías al edificio Siglo XXI.